# Alois Scholz
Alois Scholz (ur. 9 czerwca 1821 w Bielsku, zm. 30 lipca 1883 w Sobotínie) – austriacki przedsiębiorca w dziedzinie górnictwa i hutnictwa działający przede wszystkim na Śląsku Austriackim.

## Życiorys
Urodził się w Bielsku (dziś Bielsko-Biała) jako syn cieszyńskiego sędziego Emanuela Josefa Scholza. Po ukończeniu szkół średnich w Karniowie, Opawie i Ołomuńcu rozpoczął pracę w karniowskim urzędzie katastralnym, a od 1836 r. w kancelarii biskupiej we Wrocławiu. Jednocześnie kształcił się samodzielnie w dziedzinie górnictwa i hutnictwa, co umożliwiło mu zostać nadzorcą hutniczym w miejscowości Železná koło Wrbna pod Pradziadem.
Po studiach na Akademii Górniczej w Bańskiej Szczawnicy i związanych z tym wizytach w licznych kopalniach środkowej Europy został w 1845 r. mistrzem hutniczym w Rejhoticach, a w 1852 r. dyrektorem (od 1856 dyrektorem generalnym) hut żelaza w Sobotínie oraz Štěpánovie, a następnie zarządzał majątkiem rodziny Klein, słynnych budowniczych kolei, w Sobotínie. W latach 1873–1876 (do odejścia na emeryturę) był dyrektorem Huty Witkowice.
Scholz ponadto uczestniczył w modernizacjach wielu hut w monarchii austro-węgierskiej, a jako przedsiębiorca miał udziały w przędzalni lnu w Loučnej nad Desną, fabryce grafitu w Starym Mieście pod Śnieżnikiem, cukrowni w Kelčanach i papierni w Olšanach.
Był teściem pisarki Marii Stony (1861–1944) oraz dziadkiem rzeźbiarki Helene Scholz-Zelezny (1882–1974).